# 索氏羊舌鮃
索氏羊舌鮃為輻鰭魚綱鰈形目鰈亞目鮃科的其中一種，為亞熱帶海水魚，分布於東大西洋區，從愛爾蘭至獅子山、維德角群島，包括地中海西部及黑海海域，棲息深度15-300公尺，體長可達18公分，棲息在大陸棚，以小魚及無脊椎動物為食，生活習性不明，可做為食用魚。

## 扩展阅读
維基物種上的相關：索氏羊舌鮃